# みなとの見える丘公園
みなとの見える丘公園（みなとのみえるおかこうえん）は岡山県備前市日生町にある公園。

## 概要
日生港と日生駅前港の間の海に半島状に突き出た楯越山（たてごえやま）に設けられた公園である。山体に巡らされた遊歩道から海岸線を垣間見ることができるほか、頂上付近に設けられた展望広場（楯越山展望所）からは日生港と日生駅前港、日生諸島、および澄んだ日には遠く小豆島まで一望できる。展望広場は二段の造りになっており、その上段に1927年製の号鐘「幸福の鐘」が2002年に設置された。
2018年（平成30年）2月25日に港一帯はみなとオアシスの登録をしていて、当園はみなとオアシス東備を構成する施設の一である。

## 施設
- 幸福の鐘 - 1927年製の号鐘。直径30センチメートル。アーチ形ステンレ製スフレームに設置。
- 東屋 - 山頂展望広場、中腹の与謝野鉄幹・晶子の歌碑の上、山麓の公園の3箇所
- 駐車場 - 山頂展望広場の近くと、中腹の展望所近くの2箇所

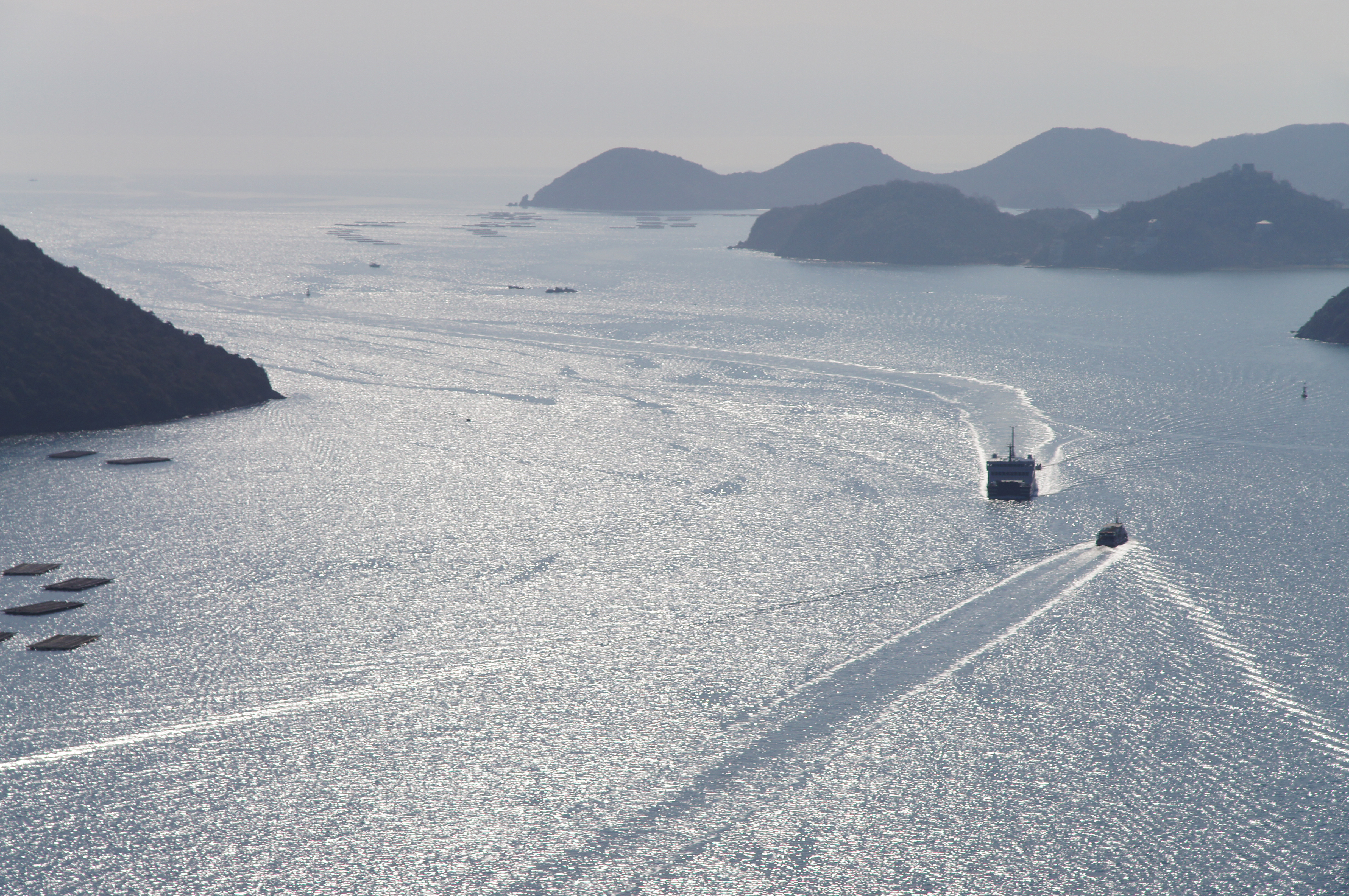
日生諸島の眺め
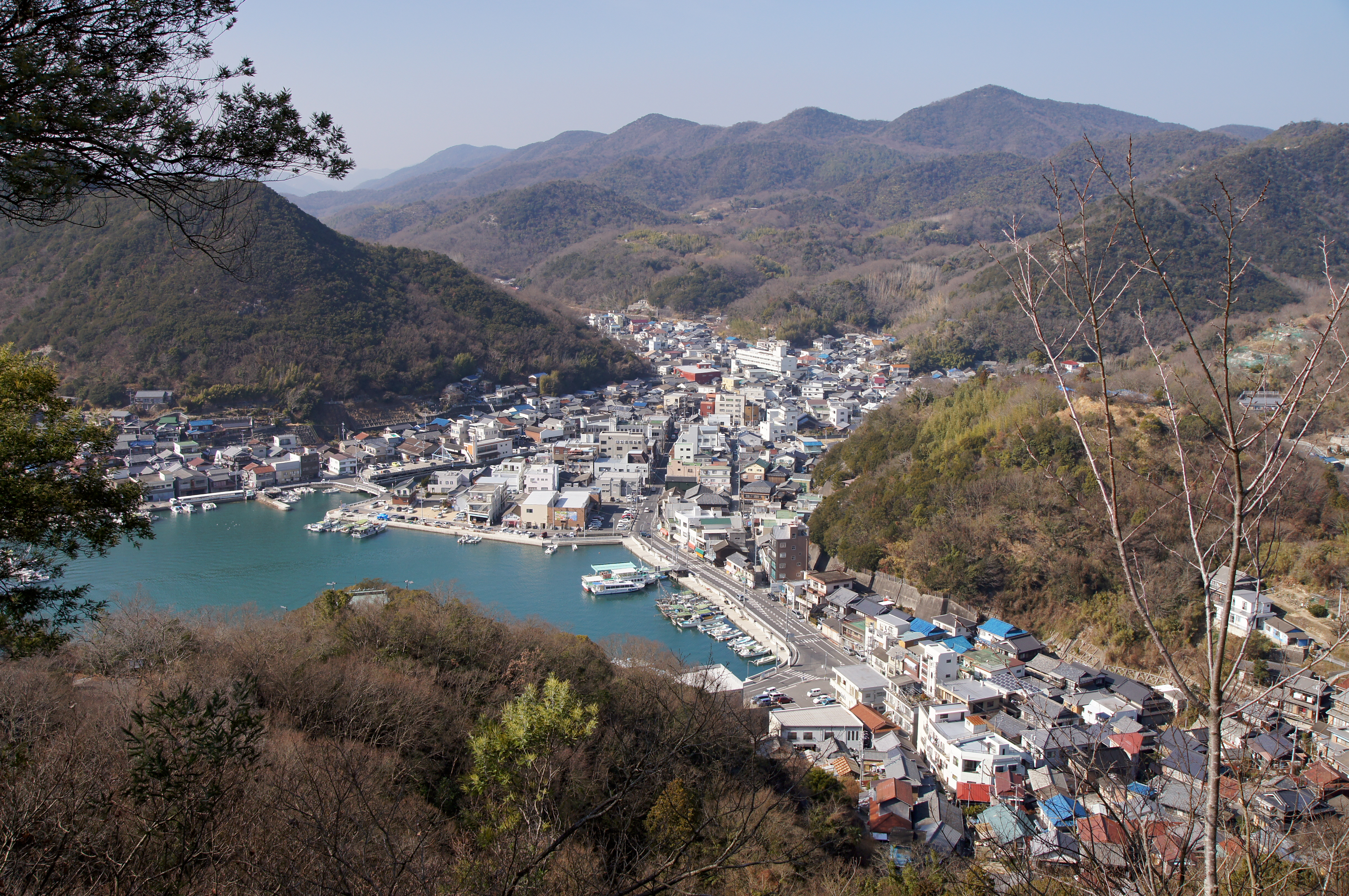
日生港の眺め
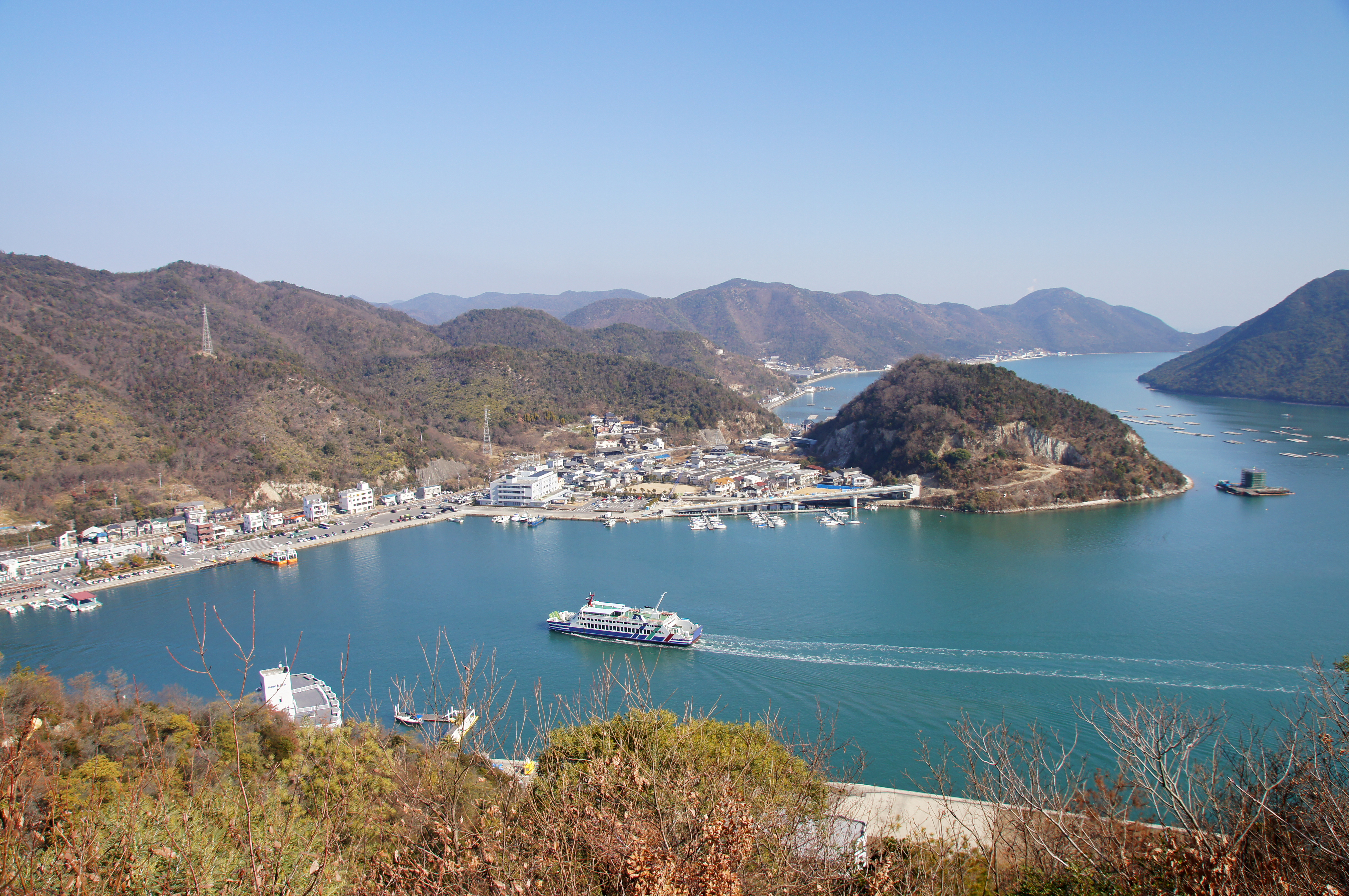
日生駅前港の眺め
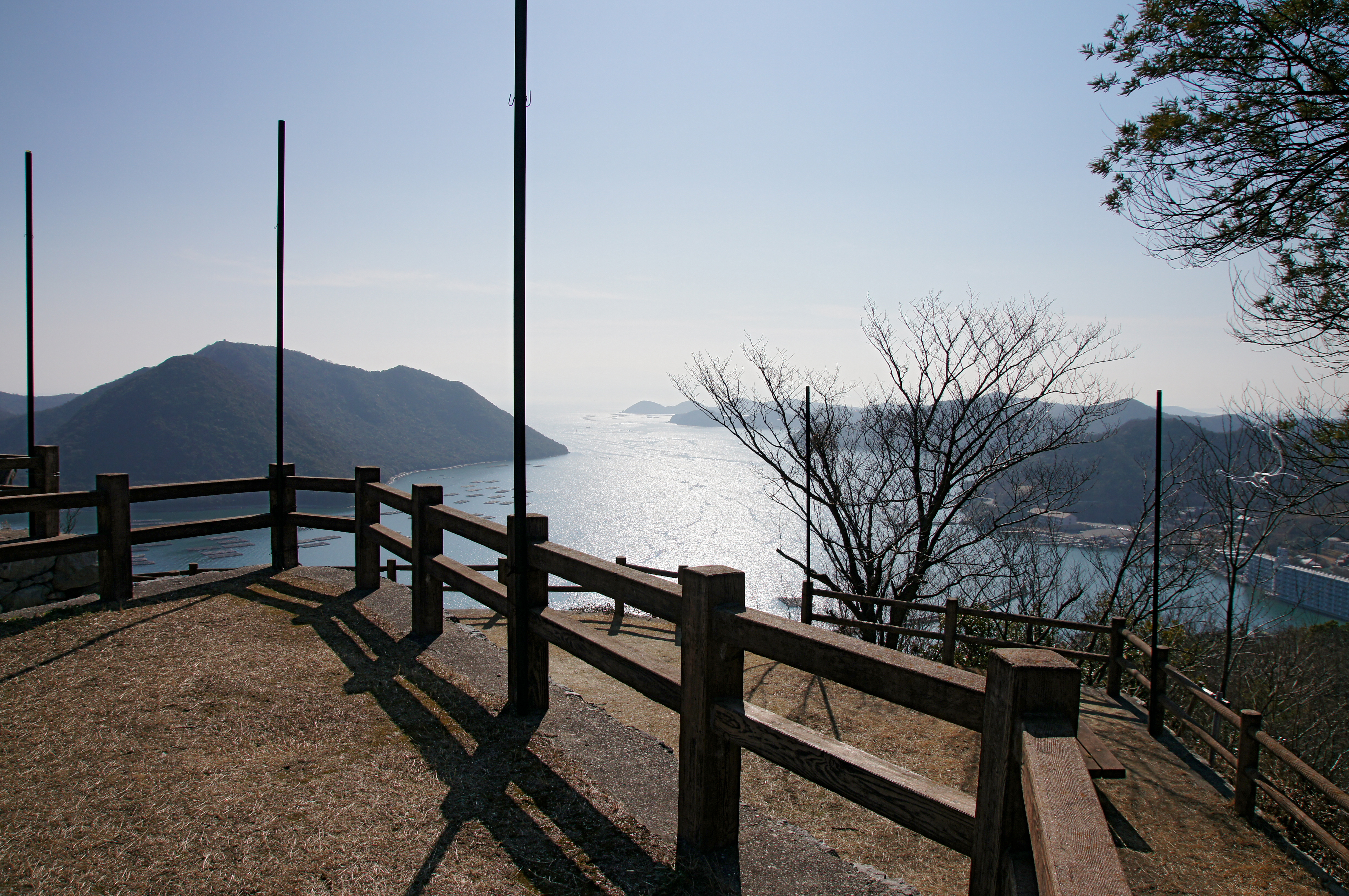
楯越山展望広場
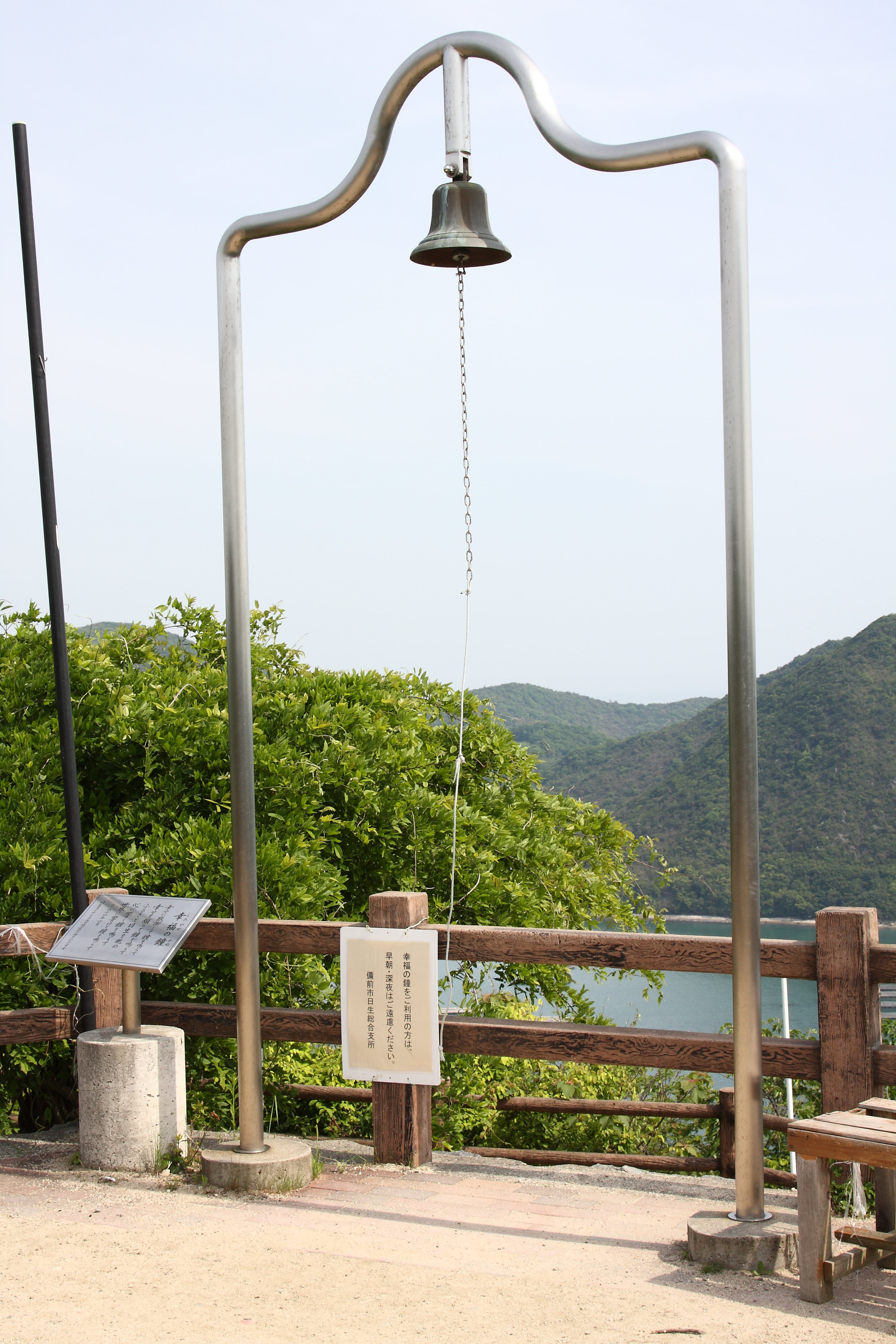
幸福の鐘

## 周辺
- 五味の市
- 加子浦歴史文化館
- BIZEN中南米美術館